# التهاب چشم
التهاب چشم (انگلیسی: Ophthalmia) التهاب چشم است منجر به احتقان کره چشم، اغلب آبریزش چشم، قرمزی و تورم، خارش و سوزش و احساس سوزش کلی در زیر پلک‌ها می‌شود. التهاب چشم می‌تواند علل مختلفی داشته باشد، مانند عفونت ناشی از باکتری‌ها، ویروس‌ها، قارچ‌ها، یا ممکن است ناشی از ضربه فیزیکی به چشم، تحریک شیمیایی و آلرژی باشد. عفونت باکتریایی می‌تواند منجر به ترشح موکوس و [چرکی] شود.